# Edició no lineal

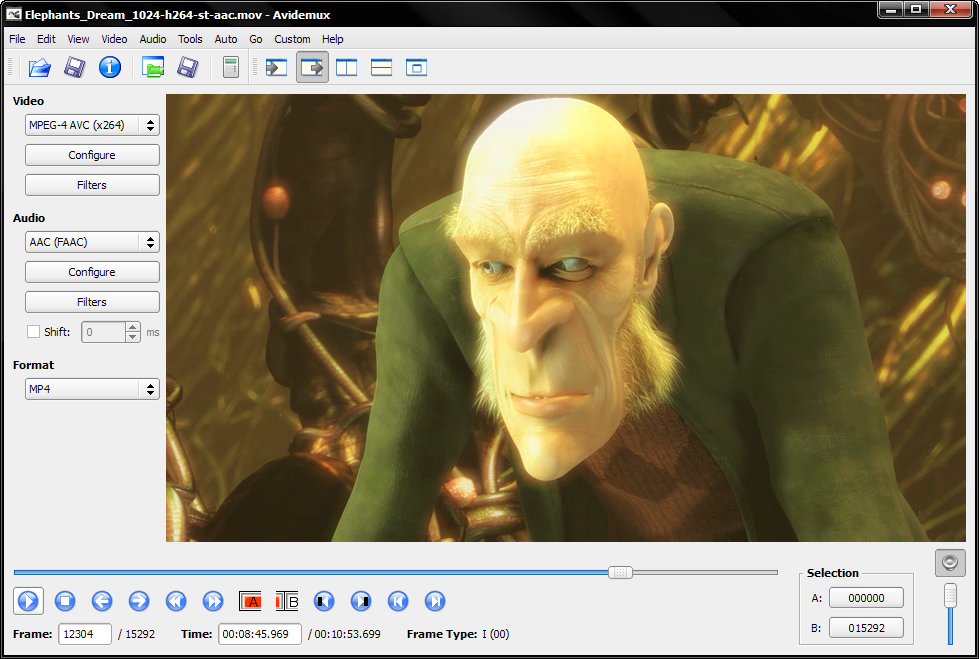
L'edició no lineal va sorgir gairebé al mateix temps que els sistemes de vídeo, però va haver d'esperar a l'era de la informàtica per imposar-se.

El sistema d'edició no lineal, en terminologia del vídeo i sistema de muntatge no lineal, en terminologia del cinema, és un sistema d'edició pel qual es poden ampliar o reduir qualsevol seqüència d'una edició o muntatge sense alterar ni danyar les seqüències o quadres posteriors. Si a més a més, es pot accedir a qualsevol punt del material brut instantàniament, sense recórrer les preses prèvies, s'anomena Sistema d'edició no lineal d'accés aleatori. De vegades és considerat equivalent en l'àmbit de l'àudio/vídeo al processament de textos, per la qual cosa també s'anomena edició de vídeo en desktop en l'àmbit dels consumidors.
L'edició lineal va ser el primer sistema d'edició que es va fer servir en difondre's els sistemes de vídeo, però les seves limitacions van fer que aquest sistema fos substituït pel sistema d'edició no lineal a partir de la dècada de 1980. Amb la millora en la informàtica, els algorismes de compressió i els enregistraments digitals van anar apareixent successives generacions de sistemes no lineals basats primer en cintes de vídeo, després en discos làser i més tard en diferents generacions de discos magnètics. Amb les successives millores també es va buscar abaratir el procés d'edició proporcionant subproductes intermedis com ara cinta de visionat, llista de decisions d'edició (EDL per les sigles en anglès) o llista de tall de negatiu; fins que les darreres generacions ja aconseguien realitzar el procés complet.

## Edició no lineal sense accés aleatori

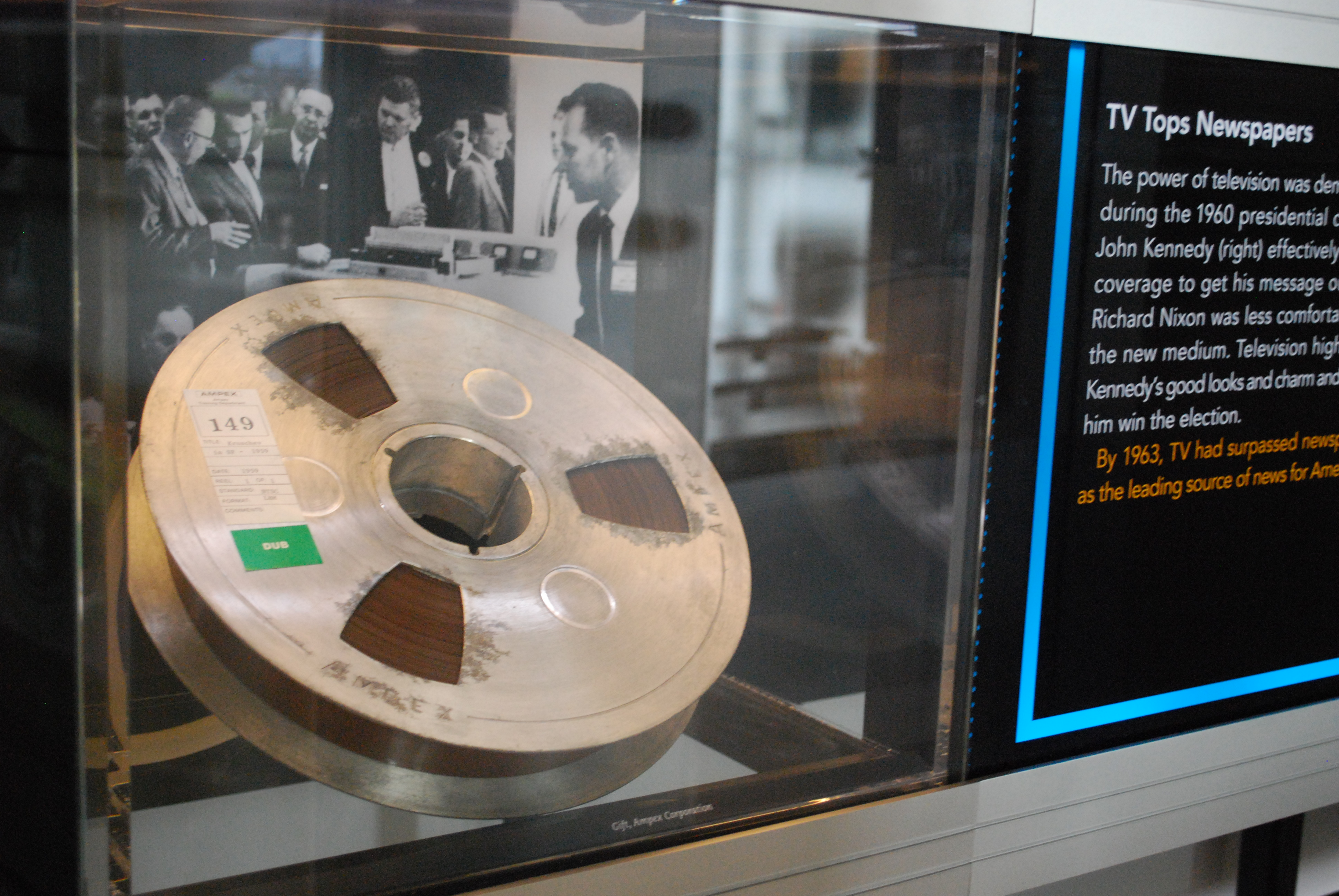
Cinta Ampex de dues polzades al Museu American History

L'edició no lineal sense accés aleatori és la primera que va aparèixer poc després d'inventar-se els magnetoscopis i el vídeo com a tal. En certa manera era l'opció natural ja que l'únic procés conegut fins aleshores que era el de les pel·lícules amb fotogrames. Aquest sistema consistia a tallar i empalmar unes parts del material a les altres, si es necessitava reduir la durada podia tornar a tallar-se el fragment no desitjat i empalmar la resta al següent, el mateix en el cas d'augmentar uns segons, es tallava el tros que es volia incloure, se separaven les dues parts on es volia incloure aquest tros i tot s'unia de nou.
Imitant el procés cinematogràfic, el 1956, Ampex va fabricar el primer gravador de vídeo emprant cintes de dues polzades i, per fer un muntatge amb imatges contingudes en diverses cintes, va treure al mercat una empalmadora on es col·locaven les parts desitjades i s'enganxaven amb una cola especial. Era un procés no lineal perquè permetia la llibertat d'ampliar i reduir sense tenir en compte els segments anteriors o posteriors, però no d'accés aleatori perquè s'havia de recórrer la cinta fins a localitzar el fragment a modificar, tret que es conegués la posició d'abans mà.
Entre els seus inconvenientes es troben els següents: 
- El procés resultava molt laboriós per la manca de precisió per localitzar el lloc exacte del tall. A diferència del cinema, la cinta de vídeo no conté imatges que es puguin observar apropant el material a la llum, per la qual cosa calia una localització llarga i sempre aproximada.
- Afegir títols o so sobre la imatge no era fàcil.

Per aquests motius es va abandonar pel sistema lineal d'un o diversos magnetoscopis com a fonts i un altre per a la cinta màster, cadascun amb els seus respectius monitors per saber què s'editaria i on s'editaria. No obstant això, és al que es va intentar tornar així que la tecnologia ho va permetre.

## Edició digital híbrida
El 1971 la cadena CBS i l'empresa Memorex a la seva aventura conjunta CMX Systems van llançar el CMX 600 per produir equips que poguessin suplir els inconvenients de les sales off-line i portar un producte més acabat a la sala d'edició definitiva o sala en línia. El sistema es componia de dos monitors en blanc i negre on veure els bruts a l'esquerra i el màster a la dreta, un llapis per punxar a la pantalla de la dreta les ordres i sis discos de 36 MBytes cadascun on emmagatzemar els bruts. Cada disc podia contenir 5.4 minuts de vídeo sota la norma NTSC o 4.5 sota la norma PAL.
Els bruts de càmera eren gravats als discos durs analògicament, per tant no era digital pròpiament dit sinó híbrid. Posteriorment es donaven les ordres a la pantalla dreta amb el llapis per mitjà de menús. El sistema permetia llibertat per ampliar escenes, reduir-les, incloure-les, esborrar-les i desplaçar-se per cadascuna de forma ràpida o lenta. En acabar el procés el sistema podia lliurar una còpia de visionat, de no gaire bona qualitat a causa del sistema de registres, una EDL i una llista de tall de negatiu en cas dutilitzar-se per al cinema. Per tant, es tractava d'un sistema nou que potser va arribar massa aviat.
Entre els seus inconvenientes es troben els següents: 
- El sistema era car per valer 200.000 dòlars de l'època, gairebé la meitat del que costava una sala off-line.[2] També hi ha altres fons que diuen que el sistema valia 30 000.[4]
- El seu codi no estava depurat, per la qual cosa contenia alguns errors, una cosa molt mirada en aquella època. Això provocava mals fosos.

## Edició per cinta de vídeo

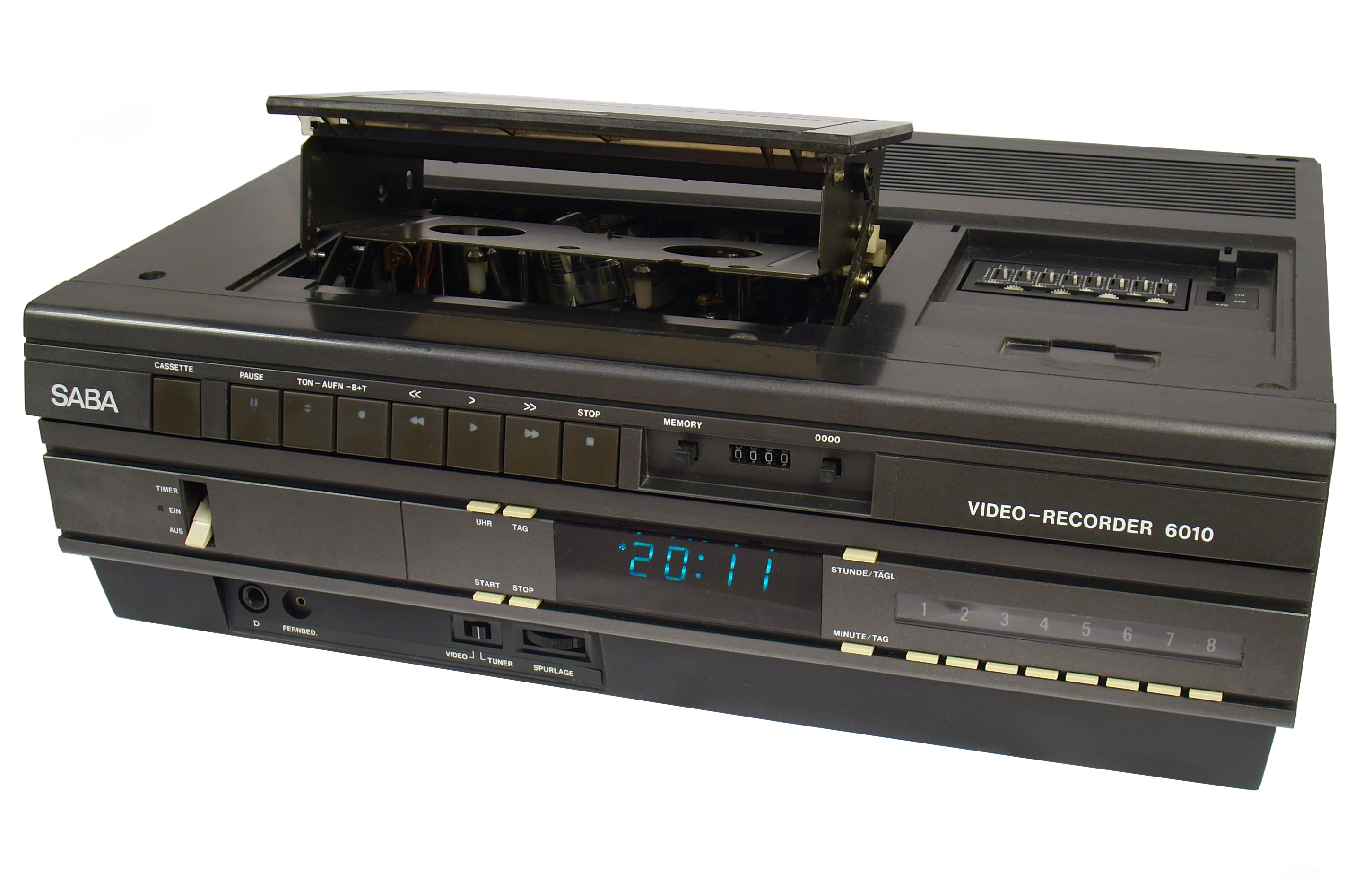
VTR SAAB de 1981 semblant als empleats pels sistemes d'Edició no lineal per cinta de vídeo.

Aquests equips constaven d'un monitor, magnetoscopi gravador i diversos reproductors, fins a un màxim de 27 que s'hi van arribar a instal·lar, manejats tots per un cervell electrònic. Solien emprar el sistema de vídeo domèstic VHS, però alguns models també van utilitzar el Betamax de Sony. En el primer cas, les cintes comptaven amb una capacitat màxima de 4,5 hores de durada.
Els equips basats en cinta de vídeo van aparèixer a principis dels vuitanta, poc després de néixer els aparells reproductors i gravadors domèstics. El primer es denominava Montage Pictures Processor i va sortir al mercat el 1984. Aquest honor li correspon a l'Ediflex, comercialitzat el 1983. Touch Visión va llançar per la seva banda el BHP Touch Vision del 1986. Tots van funcionar fins a l'arribada dels equips digitals. Aquestes màquines oferien, entre altres subproductes, una EDL, una llista de tall de negatiu i una còpia de visionat.
L'editor anava seleccionat les seqüències que volia editar emprant un ordinador amb aparença molt semblant a les taules d'edició amb un monitor per veure les imatges. Per la seva banda, El computador col·locava el primer magnetoscopis al principi de la primera seqüència, el segon al principi de la segona, després la tercera... En el moment de sol·licitar un previ o començar l'enregistrament els magnetoscopis començaven a funcionar quan arribava el seu moment. Així, el visionat i l'enregistrament eren continus, malgrat saltar d'una font a una altra. Quan el nombre de fragments era superior al de magnetoscopis, el primer lliure que tingués la seqüència desitjava es desplaçava fins al primer quadre de la mateixa i esperava per reproduir-la.
Entre els seus inconvenientes es troben els següents: 
- Tot el material havia de ser bolcat a vídeo domèstic, de vegades diverses vegades per tenir la mateixa imatge disponible sempre.
- Es produïa el col·lapse, és a dir, la màquina advertia que aquesta escena no la podria mostrar o la pantalla es quedava en negre perquè cap màquina tenia temps d'arribar a la imatge següent. Cal tenir en compte que, depenent de la longitud de la cinta i de la posició en què es trobin els capçals lectors, arribar fins a un determinat quadre podia requerir diverses desenes de segons. Una possible solució era col·locar el mateix enregistrament en diversos magnetoscopis, però això reduïa la quantitat de material a què es podia accedir.

## Edició basada en disc làser

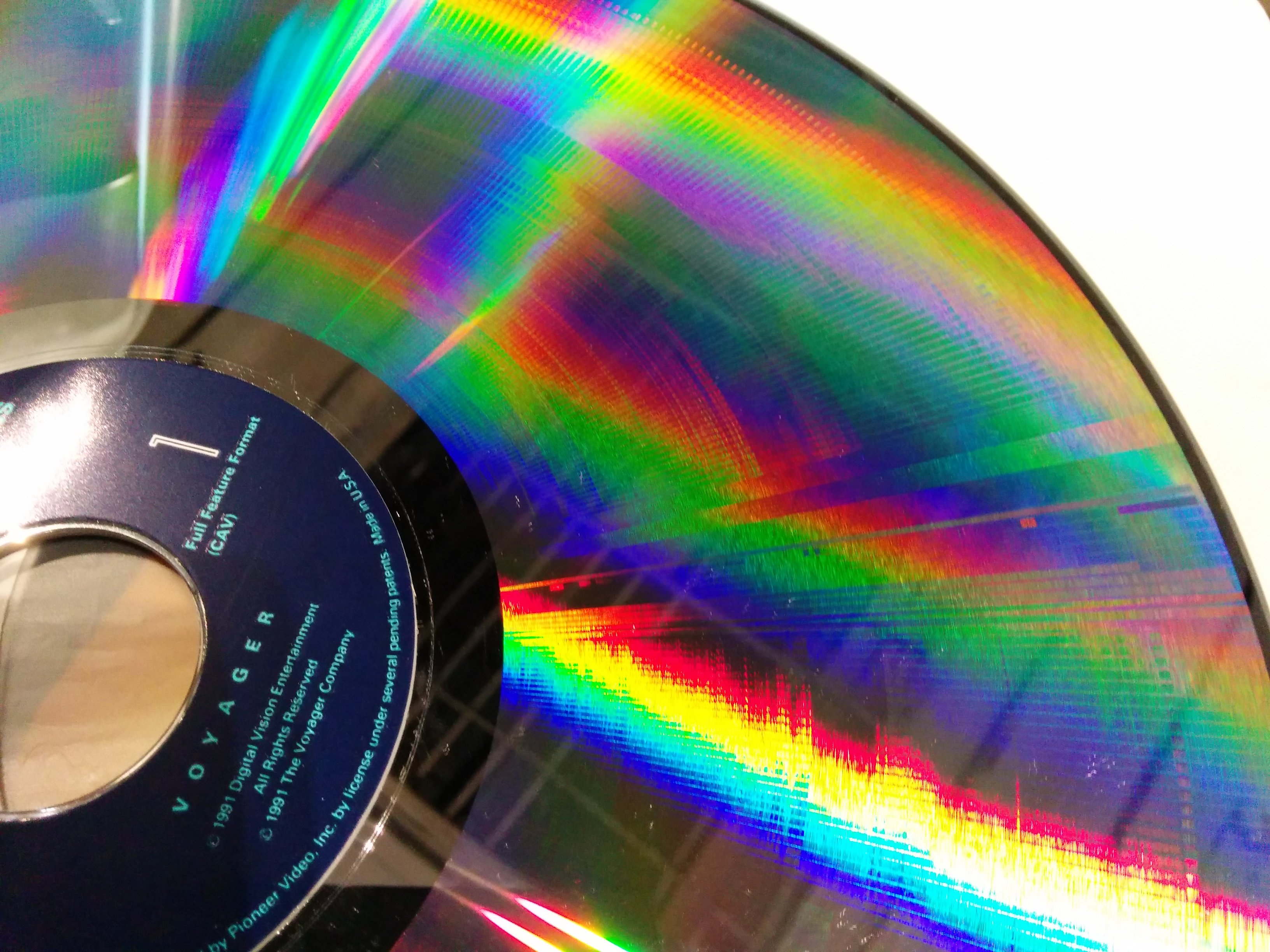
Disc Làser CAB similar als utilitzats per sistemes com el Editdroid.

Aquesta generació va sorgir pocs anys després de la basada en cinta de vídeo. Feia servir diversos lectors de discos làser del tipus Velocitat angular constant (CAV en anglès) per ser els que permeten avenç lent i congelat d'imatge amb un màxim de 30 minuts per disc. Però també hi va haver sistemes que es van decantar pels Velocitat lineal constant per permetre 60 minuts de material, malgrat no poder avançar quadre a quadre ni congelar la imatge. Entre els resultats proporcionats pels diferents models cal destacar una còpia de visionat, una EDL i una llista de tall de negatiu.
El primer equip basat en disc làser va ser obra de George Lucas: l'EditDroid, aparegut el 1984, a més era el primer a incloure una interfície gràfica amb línia de temps. Posteriorment van sorgir a CMX 6000, l'Epix i el Laser Edit. Tots ells reduïen força els problemes de col·lapse, especialment quan van sorgir els lectors de discos amb dos capçals, perquè el seu temps d'accés a les imatges era molt superior al de les cintes de vídeo, en el cas dels discos làser mai no arribava a tots dos segons.
El funcionament era molt semblant als models anteriors. L'ordinador col·locava els diferents capçals al principi de les diferents seqüències i els anava reproduint quan calia. Els que anaven quedant lliures anaven a l'inici del següent fragment.
En principi es necessitava un mínim de quatre reproductors amb les funcions següents: un reproduiria la font d'imatges A, un altre subministraria el so de les imatges A, el tercer seria la font d'imatges B per poder fer transicions per edició A/B roll i el darrer aportaria el so de les imatges B. En sorgir els discos làser de doble cara i doble capçal el mínim de reproductors el nombre de màquines mínimes es va reduir a dos. Però cap dels fabricants va produir equips amb tan pocs reproductors.
Entre els seus inconvenientes es troben els següents:
- Persistien els problemes de col·lapse, interrompre's l'edició perquè cap de les màquines tenia temps de moure els seus capçals al punt necessari. Tot i reduir-se considerablement, més encara amb l'entrada dels discos de dues cares amb doble capçal.
- Per incloure nous efectes o noves cortinetes calia actualitzar el programa i incloure nous dispositius que generessin l'efecte.
- El temps necessari per bolcar les imatges va augmentar per ser el procés d'enregistrament en un disc làser més lent i complicat que en una cinta de vídeo.
- La quantitat de material brut disponibles era escassa o bé el nombre de màquines reproductores i de discos gravats havia de ser molt gran.

Malgrat tots els inconvenients, els sistemes basats en aquesta tecnologia van continuar existint fins ben entrats els anys noranta del segle xx.

## Sistemes basats en discs magnètics

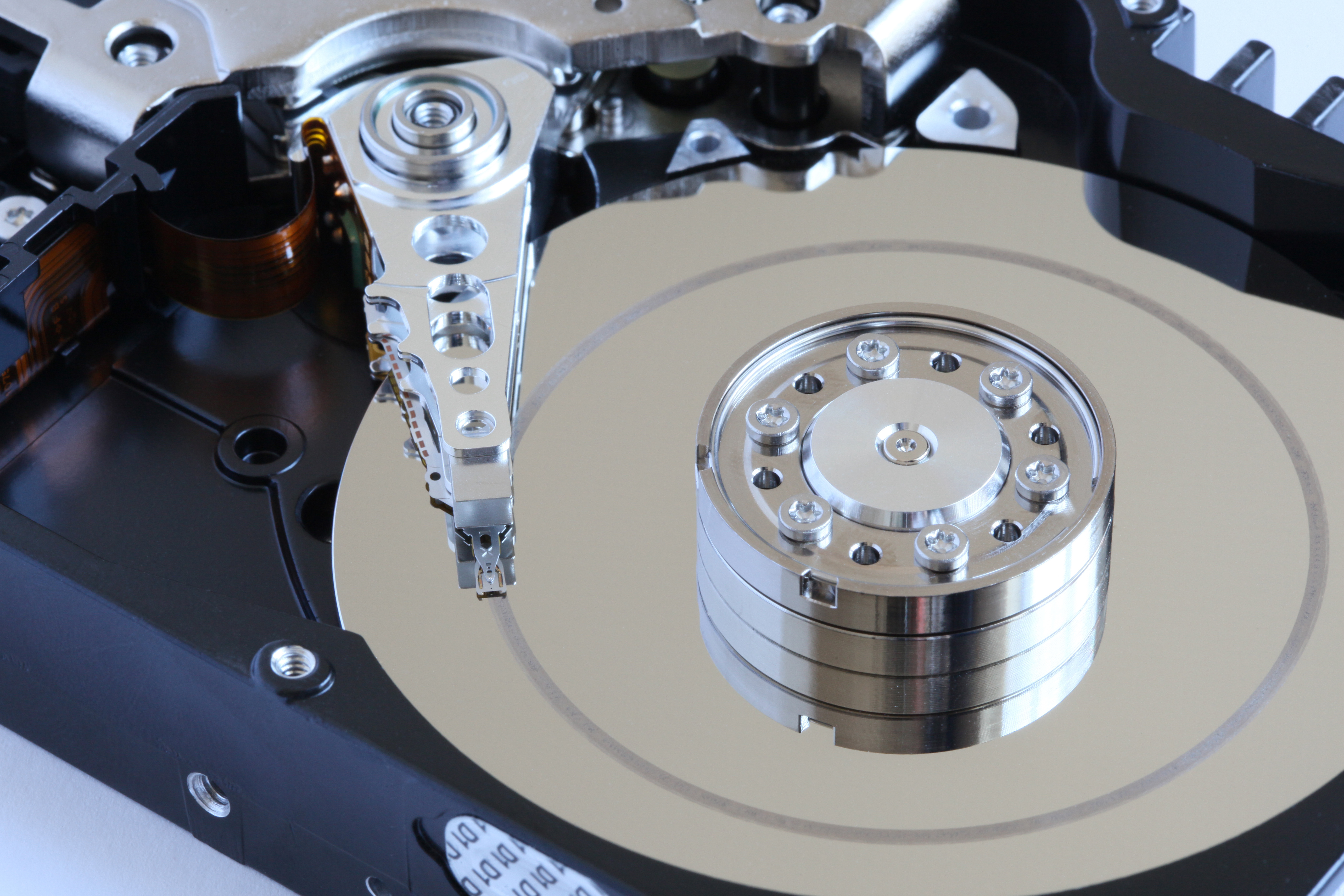
Interior d'un disc magnètic, també anomenat disc dur.

El 1988 va aparèixer el primer editor no lineal basada en un computador completament, des de les fonts fins al resultat final. Es va anomenar EMC2 fabricat per Editing Machines Corporation i usava com a plataforma un IBM PC. Feia servir la resolució visible del NTSC (720 columnes per 480 línies). Pel que fa a l'àudio, les seves resolucions podien variar entre 16 i 48 kHz. En total posseïa una capacitat màxima de 24 hores de material. A aquest producte van seguir-ne d'altres com l'Avid Media Composer o el Lightworks.
Les imatges es reduïen de mida a Bytes utilitzant l'algorisme compressió assistit per maquinari JPEG, per tant tot el material gravat o filmat havia de ser digitalitzat. Sony havia llançat el 1986 la primera cinta digital, la D1, i estava treballant en el sistema de registre Betacam Digital; però encara no era possible utilitzar els fitxers digitals com a bruts de càmera.
Un equip amb aquesta tecnologia necessitava incloure una targeta gràfica potent per mostrar les imatges a la pantalla, un processador també potent per realitzar els primers i primitius efectes digitals, una targeta compressora i descompressora per tractar l'algorisme JPEG, molta memòria RAM per a l'època i diversos discs durs de gran capacitat.
Amb aquests nous mitjans, l'accés a qualsevol part del material era realment aleatori; però les grans diferències no rauen a realitzar millor determinades funcions, sinó aportar capacitats impossibles abans. Així, els nous mitjans podien exportar-se un historial complet d'accions realitzades en lloc d'una simple EDL, amb la qual cosa totes les decisions sobre cortinetes o so anaven incloses. També diversos efectes es podien crear amb el mateix aparell, cas de la titulació o la incorporació d'imatges, cosa que augurava una possible unió entre les sales off-line i en línia. Un altre avantatge radicava que els creatius d'agències i productores podia incloure als vídeos realitzats per als seus clients els dissenys que havien realitzat, sense necessitat d'imitar-los.
Entre els seus inconvenientes es troben els següents:
- A causa del mètode de compressió, les imatges patien una pèrdua de qualitat entre generacions.
- El temps requerit per digitalitzar el material feia que l'edició lineal fos de vegades més ràpida.
- Tot i que algunes marques van vendre centenars o fins i tot milers de sistemes, constituïen una inversió considerable. Per exemple, un equip de la marca Avid podia valer 10.000 dòlars o més i una hora de material en sistema PAL requeria un disc dur de 8.2 GBytes, en un temps que un GByte d'emmagatzematge podia arribar a costar 1.000 dòlars.[6]
- Alguns efectes digitals necessitaven un temps de procés llarg, i les màquines dedicades eren molt més ràpides.
- La qualitat amb què es podia tractar el material no era gaire alta.

## Sistemes basats en l'algoritme MPEG

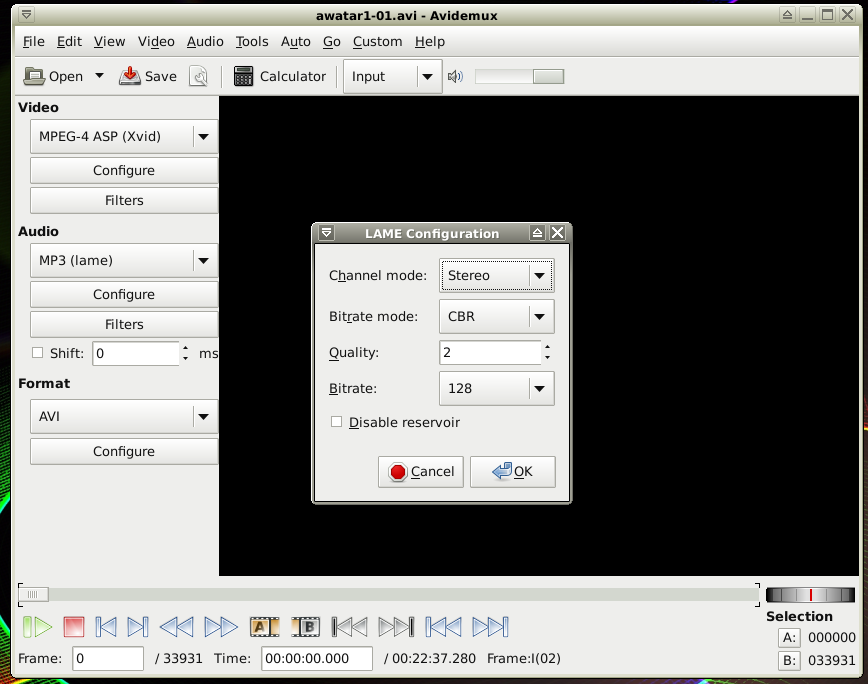
Els nous algorismes de compressió del Moving Picture Experts Group van crear una nova classe de sistemes capaços de realitzar les primeres edicions definitives.

Al contrari que les anteriors, la quarta generació no es basava en noves tecnologies físiques. El canvi va ser degut al constant increment en les capacitats informàtiques i, d'altra banda, al desenvolupament el 1994 d'un nou algorisme de compressió creat pel Moving Picture Experts Group, el MPEG-2.3. Aquest algorisme millorava considerablement les prestacions de les màquines i aconseguia la mateixa qualitat amb menys espai.
Totes les innovacions incloses i laugment de la capacitat feia innecessària una segona sala més equipada on realitzar ledició definitiva. Tant per qualitat d'imatge com per tipus d'efectes, els nous equips podien produir els màsters que es volguessin a PAL o NTSC, el SECAM es preveia que desaparegués amb l'arribada de la televisió digital perquè França adoptaria el sistema PAL.
Les capacitats dels equips anteriors van ser millorades ampliant les funcions dels programes per, per exemple, realitzar la titulació sense a qualsevol angle, els cromes o incrustacions, l'edició d'àudio multipista... per produir un resultat en cinta o en arxiu informàtic amb qualitat suficient per ser emès.
L'Avid Media Composer 8000, aparegut el 1999, ja podia produir anuncis i programes de televisió amb qualitat suficient per substituir les dues sales.
Entre els seus inconvenientes es troben els següents:
- El bolcat del material continuava sent necessari en molts casos, malgrat la millora dels sistemes de registres digitals.
- La capacitat de fer qualsevol efecte estava lluny d'aconseguir-se per la manca de potència. Màquines dedicades com el Quantel Painbox eren capaces de realitzar dissenys gràfics amb qualitat d'impressió i també manipular imatges en moviment, afegint i esborrant qualsevol detall;[8] però necessitaven processar entre 64 i 128 grups d'operacions per segon, quan el Pentium II arribava com a màxim, i no sempre, a 16.
- La possibilitat de generar cinema digital també es veia llunyana degut a la resolució necessària. Mentre que la televisió requeria de 575 línies visibles per al sistema PAL, el 2K necessitava 2048 i el 4K 4096;[7] de manera que una hora de pel·lícula necessitaria entre 238.8 i 477.6 GBytes, uns 24 i 48 GBytes respectivament en cas de compressió 10:1.

## Sistemes capaços de gestionar mitjans digitals

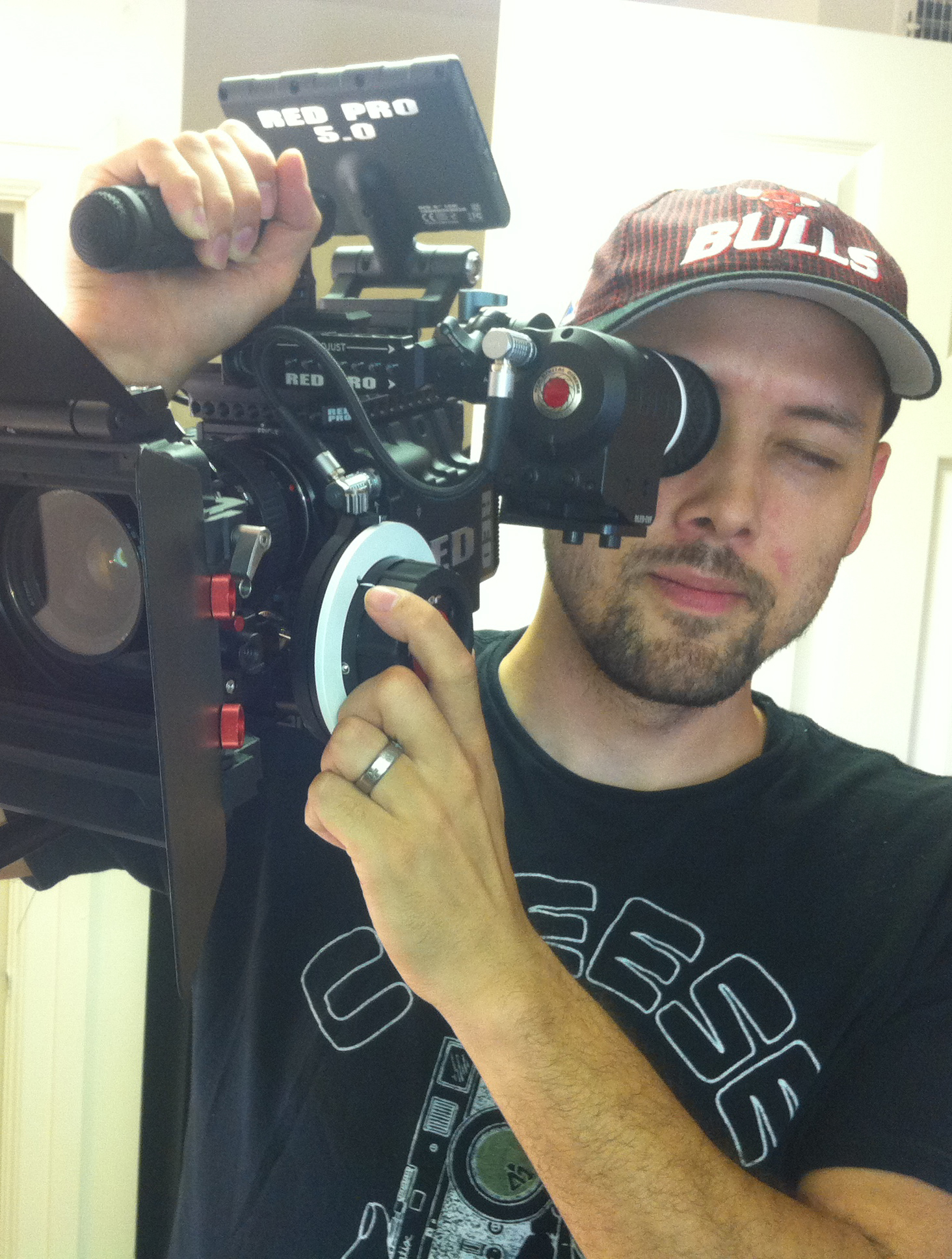
Peter Oberth amb la càmera digital XARXA Epic. Màquines com aquestes van fer possible que fins al treball de cinema fos digital gairebé al 100%.

La cinquena generació d'edició digital es diferenciava de les altres per poder treballar amb bruts de càmera digitals en el seu format nadiu, el RAW, i per ser capaç de fer el procés complet sigui quina sigui la seva qualitat. Així permetien visionar els bruts sense fer conversions prèvies, editar o muntar les imatges, afegir estrelles i altres efectes, etalonar la pel·lícula, afegir fotografies, etc. Tot això va permetre als mateixos aficionats fer programes en HD Full emprant càmeres fotogràfiques.
Així l'Avid Film Composer servia com a sala off-line de cinema i també en línia de 4K mostreig 4:4:4. Fins al punt que tres estacions de la família Media Composer treballant en xarxa van ser capaços de gestionar 128.000 GByte d'imatges, pertanyents a 2 200 hores de filmació, per postproduir la trilogia d'El Hobbit, dirigida per Peter Jackson. A més, ja es podien crear personatges totalment digitals partint de captures de moviment, com Gòl·lum, amb la qual cosa es feia realitat el concepte de Gestor de mitjans digitals.
El naixement d'aquests sistemes es va deure en part al naixement de certes empreses fabricants de càmeres capaces de gravar en digital pel·lícula de cinema a 4K i fins a 30 fps una hora o més en targetes, per tant amb accés aleatori i sense necessitat de digitalització.
Al seu torn, aquestes càmeres haurien estat molt difícils de desenvolupar sense una capacitat dʻemmagatzematge proper als cent GBytes per cada targeta.
En tercer lloc, la millora en la velocitat de processament va superar els 124 grups d'operacions gràfiques per segon, necessàries per gestionar els càlculs que col·loquessin els gairebé nou milions de píxels (4 096 d'ample x 2 160 d'alt que posseeix el 4K 8 847 360 de píxels) cadascun multiplicat per 36 necessaris per donar el color (el format 4K compta amb una profunditat de 12 bit per al color vermell, altres dotze per al verd i altres dotze per al blau el que suma 36) repetits 24 vegades per segon, de manera que un mateix sistema informàtic podia realitzar tot tipus d'efectes digitals, etalonat, incrustacions... acompanyats de memòries RAM amb diversos GBytes de capacitat i targetes gràfiques de mig GByte o més per un preu inferior fins i tot als 1 000 dòlars.
Totes aquestes millores van fer possible que fins i tot els equips domèstics eren capaços per processar imatges d'alta definició, inicialment HD Ready amb 720 línies i amb una mica més de potència la Full HD amb 1080 preses alhora amb càmeres fotogràfiques a la venda en comerços i grans superfícies.
Entre els seus inconvenientes es troben els següents: 
- La unió de diverses eines en un sol equip ha fet possible la fusió de les dues sales, però també va comportar la necessitat de professionals que poguessin fer servir l'edició, el retoc, les incrustacions, etc.
- L'arribada del 8K, o 4K en 3D, crea un nou problema de memòria RAM, emmagatzematge i processament de la informació.